# 耶律図魯窘
耶律図魯窘（やりつ とろきん、生年不詳 - 947年）は、遼（契丹）の軍人。字は阿魯隠。

## 経歴
粛祖（耶律耨里思）の子の耶律洽慎の孫にあたる。天顕11年（936年）、太宗が石敬瑭を助けて後唐を攻撃したとき、図魯窘の父の耶律敵魯古は五院夷離菫として従軍して陣没したため、太宗は夷離菫の職を図魯窘に継がせた。会同元年（938年）、図魯窘は北院大王となり、太宗の側近にあって国事の議論に参加し、太宗の意に合わせて下問に答えた。
会同9年（946年）、後晋に対する攻撃に従軍したとき、後晋の杜重威が10万あまりの兵を擁して滹沱橋で抗戦したため、契丹軍は数日奮戦して進むことができなかった。太宗が今後の方策を問うと、諸将は兵馬の疲労をみて撤退を求めた。そこに図魯窘が顔色を変えて進み出て、「いま撤退すれば敵に利を与え、南京を失陥することにすらなりましょう。敵は歩兵で味方は騎兵なので、そもそもこの戦いに負ける心配はありません。漢人の足力が弱まっているところ、我らの精鋭の軽騎を選んで敵の糧道を絶てば、事はすみましょう」と言った。太宗は喜んで図魯窘の策を採り、後晋軍の糧道を絶って攻勢に出ると、はたして杜重威は降伏してきた。
大同元年（947年）春、図魯窘は軍中で死去した。

## 伝記資料
- 『遼史』巻75 列伝第5